# Ruta de Illinois 142
La Ruta de Illinois 142, y abreviada IL 142 (en inglés: Illinois Route 142) es una carretera estatal estadounidense ubicada en el estado de Illinois. La carretera inicia en el oeste desde la Calhoun Street en Equality hacia el este en la IL 37  , IL 148   en Mount Vernon. La carretera tiene una longitud de 88,6 km (55.06 mi).

## Mantenimiento
Al igual que las autopistas interestatales, y las rutas federales y el resto de carreteras estatales, la Ruta de Illinois 142 es administrada y mantenida por el Departamento de Transporte de Illinois por sus siglas en inglés IDOT.